# ثيودور هام
ثيودور هام (بالإنجليزية: Theodore Hamm)‏ هو كاتب وصحفي أمريكي، ولد في 14 سبتمبر 1966.